# 道の駅能勢（くりの郷）
道の駅能勢（くりの郷）（みちのえき のせ くりのさと）は、大阪府豊能郡能勢町平野にある国道173号の道の駅である。

## 施設
- 駐車場
  - 普通車：30台
  - 大型車：6台
  - 身障者用駐車場：2台
- トイレ
  - 男：大・小7
  - 女：6
  - 身障者用：1
- 公衆電話
- 休憩コーナー（9:00 - 17:00、火休み）
- 情報コーナー（9:00 - 17:00、火休み）
- 観光案内所
- レストラン（9:00 - 18:00…4 - 10月、9:00 - 17:00…11月 - 3月、火休み）
- 特産品コーナー（9:00 - 18:00…4 - 10月、9:00 - 17:00…11月 - 3月、火休み）

### 管理団体
- 能勢町

## アクセス
- 国道173号

## 周辺
- おおさか府民牧場